# Ministerium für den primären und sekundären Bildungsbereich (Gambia)
Das Ministerium für den primären und sekundären Bildungsbereich (Ministry for Basic and Secondary Education, MoBSE), oder kurz Bildungsministerium, ist ein Ministerium der Regierung des westafrikanischen Staates Gambia.

## Lage und Beschreibung
Der Sitz des Ministeriums liegt in der Hauptstadt Banjul im Willy-Thorpe-Building.
Das Bildungsministerium ist verantwortlich für den primären und sekundären Bildungsbereich.

## Untergeordnete Organisationen
- Gambia Technical Training Institute

## Geschichte
Aus dem ursprünglichen Bildungsministerium wurde 2007 für das Hochschulwesen, die Forschung und Wissenschaft in Gambia, ein eigenes Ministerium, das Ministerium für Hochschulwesen, Forschung, Wissenschaft und Technologie (Ministry of Higher Education and Research, MoHERST), geschaffen.
Bis Mitte 2009 lautete die Bezeichnung Gambia Department of State for Basic & Secondary Education (DoSBSE).

## Leitung
Die Bildungsministerin (Minister of Basic and Secondary Education) ist seit dem 18. November 2024 Habibatou Drammeh.